# Andrew Evans
Andrew Evans (* 25. Januar 1991 in Portage, Michigan) ist ein US-amerikanischer Leichtathlet, der sich auf den Diskuswurf spezialisiert hat. 2015 gewann er bei den NACAC-Meisterschaften die Silbermedaille.

## Sportliche Laufbahn
Andrew Evans wuchs in Michigan auf und sammelte 2010 erste internationale Erfahrungen, als er bei den Juniorenweltmeisterschaften in Moncton mit einer Weite von 56,91 m den zehnten Platz belegte. Von 2011 bis 2014 studierte er an der University of Kentucky und 2015 gewann er bei den NACAC-Meisterschaften in San José mit 59,32 m die Silbermedaille hinter seinem Landsmann Russell Winger. Im Jahr darauf nahm er an den Olympischen Sommerspielen in Rio de Janeiro teil und schied dort mit 61,87 m in der Qualifikationsrunde aus. Auch bei den Weltmeisterschaften in London verpasste er mit 61,32 m den Finaleinzug. Zwischen 2019 und 2021 bestritt er keine Wettkämpfe, startete 2022 aber bei den Weltmeisterschaften in Eugene und schied dort mit 62,20 m in der Vorrunde aus. Anschließend belegte er bei den NACAC-Meisterschaften in Freeport mit 61,09 m den vierten Platz. 2024 verpasste er bei den Olympischen Sommerspielen in Paris mit 62,25 m den Finaleinzug.
In den Jahren 2022 und 2024 wurde Evans US-amerikanischer Meister im Diskuswurf.